# فرنسيس بي. ميرفي
فرنسيس بي. ميرفي هو سياسي أمريكي، ولد في 16 أغسطس 1877 في Winchester, New Hampshire ‏ في الولايات المتحدة، وتوفي في 19 ديسمبر 1958 في ناشوا في الولايات المتحدة. نشط حزبياً في الحزب الجمهوري والحزب الديمقراطي. وقد انتخب حاكم نيو هامبشاير ‏.